# Wilhelmstraße

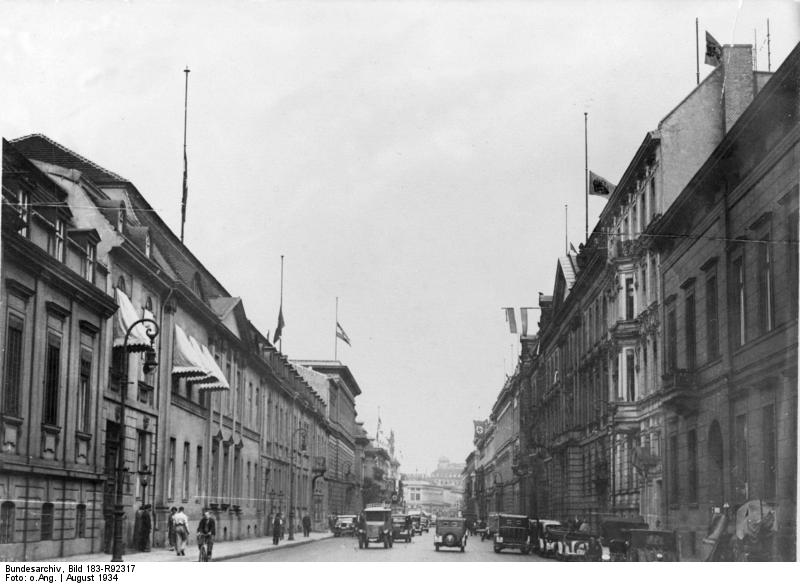
Wilhelmstraße z widokiem na Kancelarię Rzeszy (nr 77) i na Urząd Spraw Zagranicznych (76), sierpień 1934

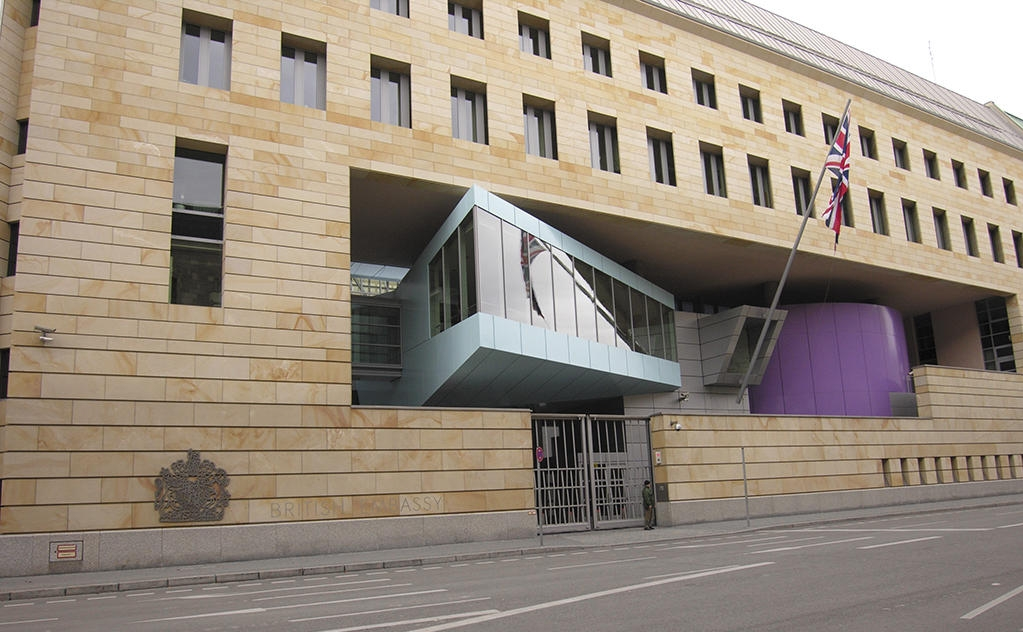
Ambasada Brytyjska (70/71)

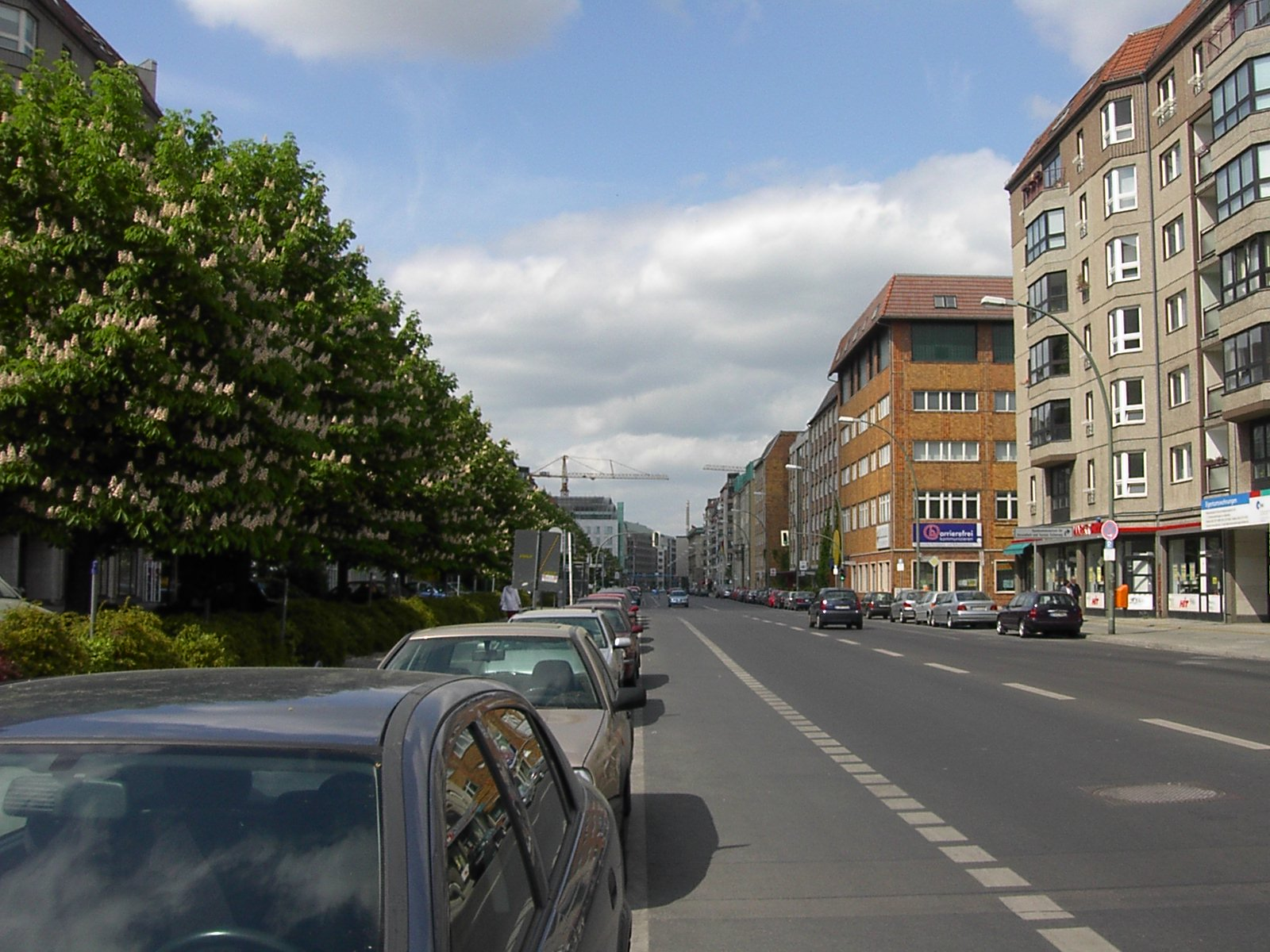
Wilhelmstraße (odcinek północny)

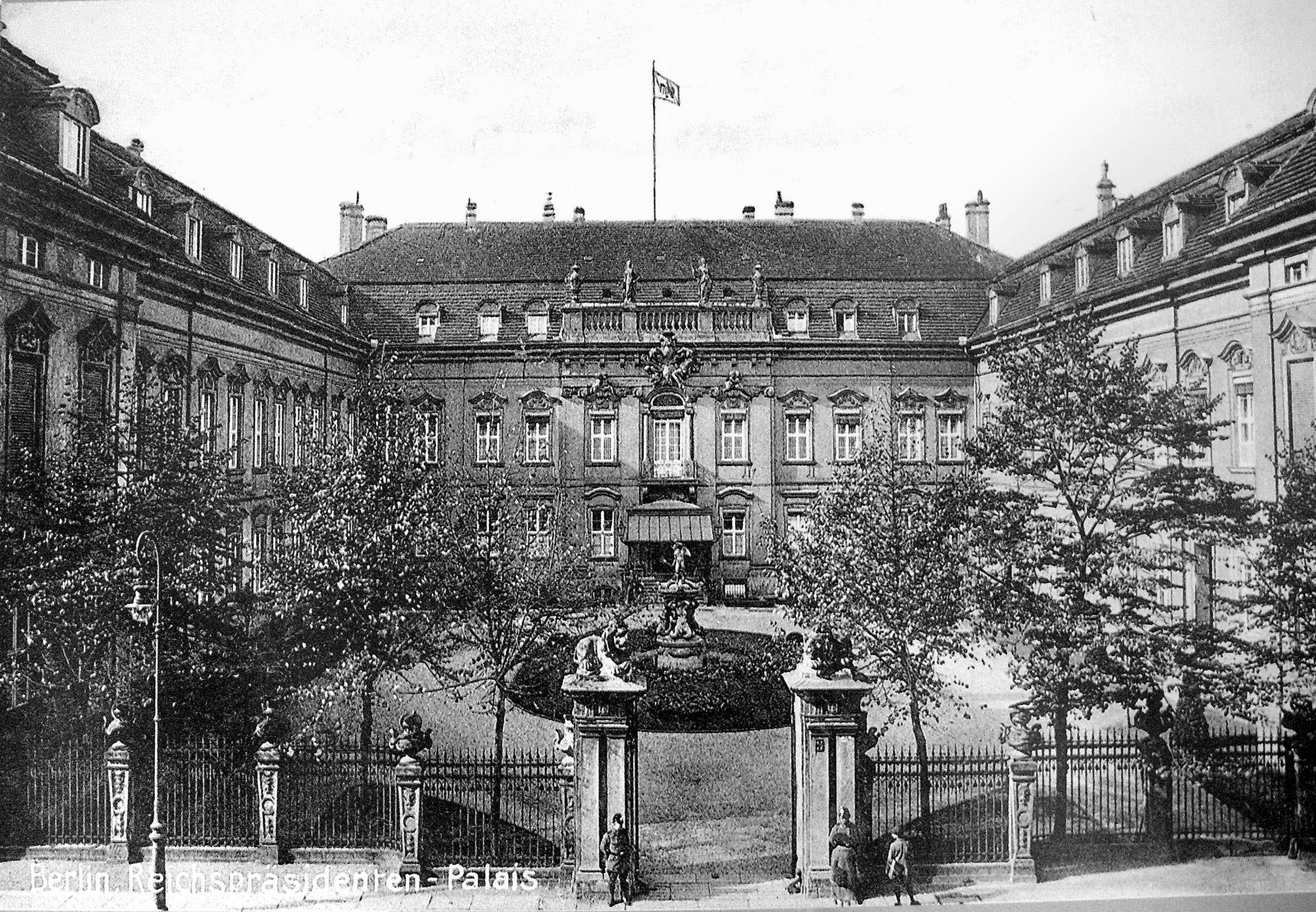
Pałac Prezydentów Rzeszy (73)

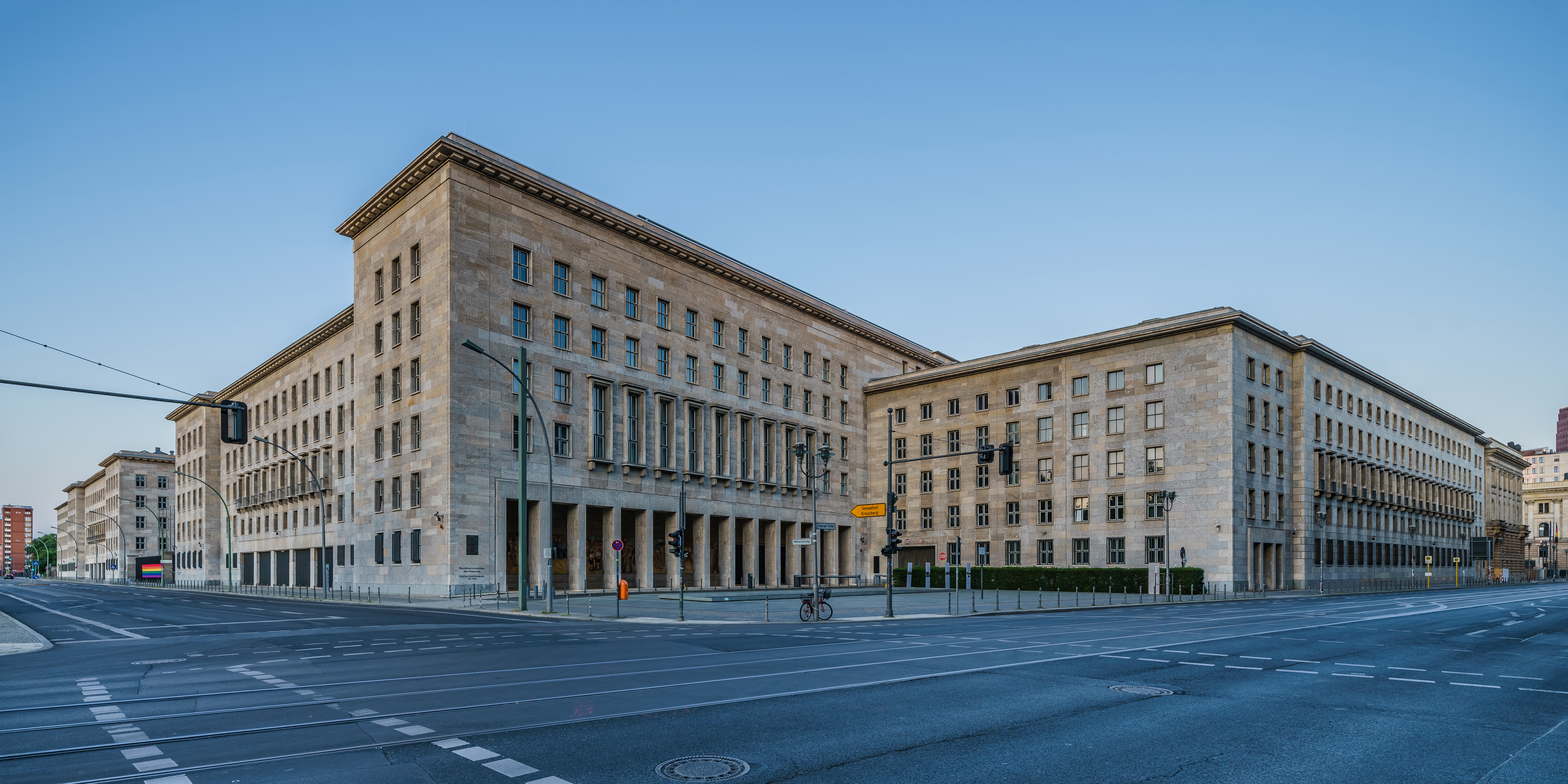
Federalne Ministerstwo Finansów (97)

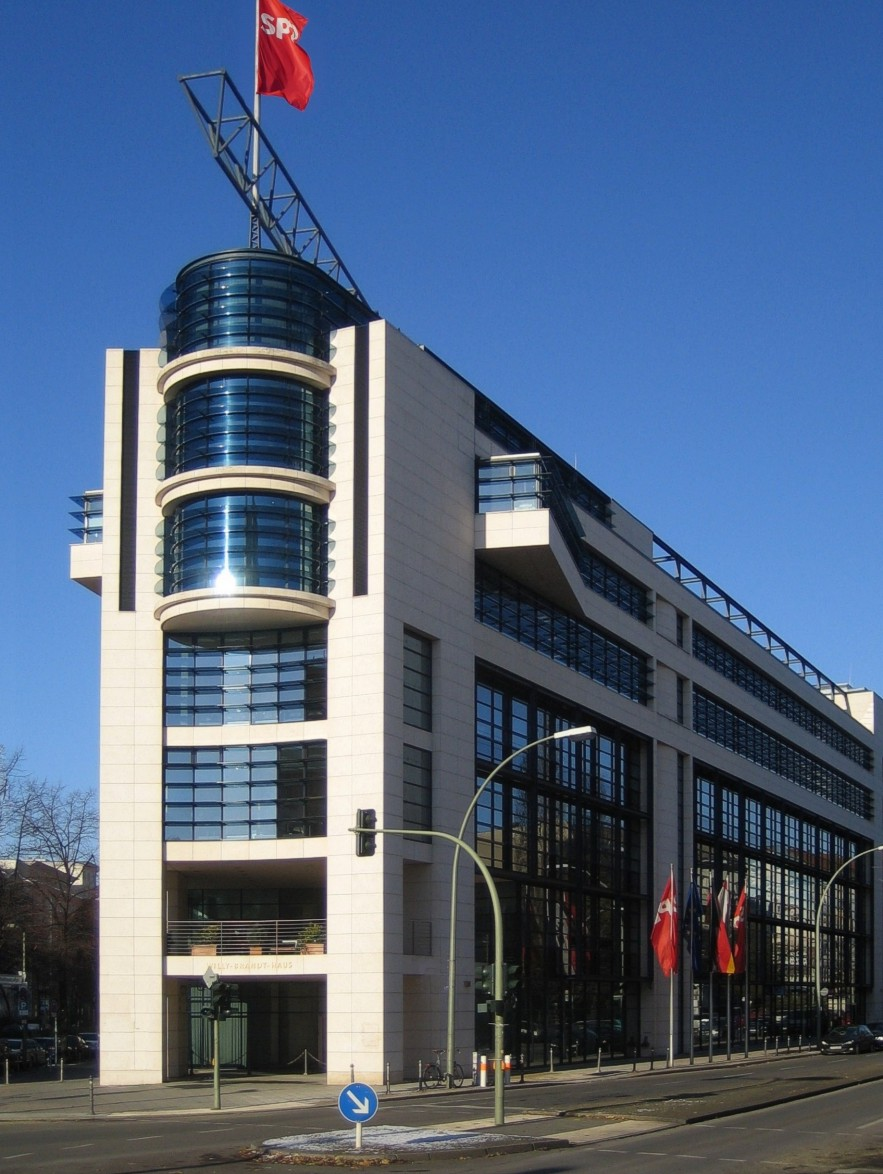
Centrala SPD (140)

Wilhelmstraße – ulica, ważna arteria komunikacyjna centralnych dzielnic Berlina – Mitte i Kreuzbergu, dług. 2,4 km. Do 1945 przy ulicy miały swoją siedzibę różnego rodzaju instytucje rządowe, najpierw Królestwa Prus, później zjednoczonej Rzeszy Niemieckiej, Niemieckiej Republiki Demokratycznej, obecnie Republiki Federalnej Niemiec.

## do 1945 roku
Zachowano ówczesną numerację domów.
- Palais Fürstenberg, Berlińskie Towarzystwo Geograficzne (Gesellschaft für Erdkunde zu Berlin(inne języki)) (Wilhelmstraße 23)
- Urząd Skarbu Rzeszy (Reichsschatzamt(inne języki)), Ministerstwo Finansów Rzeszy (Reichsfinanzministerium(inne języki)) (61)
- Urząd Kolonii Rzeszy (Reichskolonialamt(inne języki)) (62)
- Pruskie Ministerstwo Stanu (Preußisches Staatsministerium(inne języki)) (63)
- Tajny Gabinet Cywilny (Geheimes Zivilkabinett(inne języki)) (64)
- Pruskie Ministerstwo Sprawiedliwości (Preußisches Justizministerium) (65)
- Pruskie Ministerstwo Kultury (Preußisches Kultusministerium(inne języki)) (68)
- Ambasada Brytyjska (Britische Botschaft) (70)
- Ministerstwo Wyżywienia i Rolnictwa Rzeszy (Reichsministerium für Ernährung und Landwirtschaft(inne języki)) (72)
- Pałac Prezydentów Rzeszy Republiki Weimarskiej (Palais des Reichspräsidenten der Weimarer Republik) (73), do 1919: Ministerstwo Obiektów Królewskich (Ministerium des königlichen Hauses)
- Urząd Spraw Wewnętrznych (Reichsamt des Innern(inne języki)) (74, od 1919: Urząd Spraw Zagranicznych – Auswärtiges Amt)
- Urząd Spraw Zagranicznych (Auswärtiges Amt) (75/76)
- Stara Kancelaria Rzeszy (Alte Reichskanzlei) (77) (1875-1938)
- obiekt Kancelarii Rzeszy (Erweiterungsbau zur Reichskanzlei) (78)
- Nowa Kancelaria Rzeszy (Neue Reichskanzlei) (róg Wilhelmstraße/Voßstraße)
- Ministerstwo Komunikacji Rzeszy (Reichsverkehrsministerium) (79/80)
- Ministerstwo Lotnictwa Rzeszy (Reichsluftfahrtministerium) wraz z Wyższym Dowództwem Sił Lotniczych (Oberkommando der Luftwaffe) (81–85; obecnie Detlev-Rohwedder-Haus(inne języki) 97)
- Pałac Księcia Albrechta (Prinz-Albrecht-Palais) (102/103 i 106), Główny Zarząd SD – Służba Bezpieczeństwa Reichsführera SS (SD-Hauptamt – Sicherheitsdienst des Reichsführers-SS); od 1939 Główny Urząd Bezpieczeństwa Rzeszy (Reichssicherheitshauptamt – RSHA)
- Pałac Zakonu Joannitów (Ordenspalais(inne języki)) przy Wilhelmplatz 8/9, Ministerstwo Oświecenia Publicznego i Propagandy Rzeszy (Reichsministerium für Volksaufklärung und Propaganda)

## po 1945 roku
W trakcie działań wojennych zburzono prawie wszystkie obiekty tej ulicy. W prawie nienaruszonym stanie zachował się jedynie kompleks budynków byłego Ministerstwa Lotnictwa Rzeszy (Reichsluftfahrtministerium) przy Wilhelmstraße 97, któremu powierzano rolę siedzib szeregu najważniejszych instytucji Radzieckiej Strefy Okupacyjnej w Niemczech i NRD, m.in.:
- Radzieckiej Administracji Wojskowej w Niemczech (Sowjetische Militäradministration in Deutschland – SMAD, Советская военная администрация в Германии – СВАГ, Sovetskaia Voennaia Administratsia v Germanii – SVAG),
- Niemieckiej Komisji Gospodarczej (Deutsche Wirtschaftskommission – DWK, Немецкая/Германская экономическая комиссия),
- Państwowej Komisji Planowania NRD (Staatliche Plankommission),
- 9 resortów gospodarczych NRD (1986)[1].

W latach 1974–1976 wzniesiono tu gmach Ministerstwa Spraw Zagranicznych NRD, przebudowany w latach 2008−2012 na potrzeby Bundestagu.

## po 1990 roku
- Federalne Ministerstwo Pracy i Spraw Socjalnych (Bundesministerium für Arbeit und Soziales) (nr. 49),
- Ambasada Brytyjska (Britische Botschaft) (70/71),
- Federalne Ministerstwo Finansów (Bundesfinanzministerium) (97),
- Federalne Ministerstwo Żywności, Rolnictwa i Ochrony Konsumentów (Bundesministerium für Ernährung, Landwirtschaft und Verbraucherschutz) (54); wcześniej Tajny Gabinet Cywilny (Geheimes Zivilkabinett) przy 64,
- Ambasada Czech (Botschaft der Tschechischen Republik) (44),
- Willy-Brandt-Haus – Centrala Federalna Socjaldemokratycznej Partii Niemiec (Bundeszentrale der Sozialdemokratische Partei Deutschlands) (140),
- wystawa pt „Topografia Terroru” (Topographie des Terrors) (8),
- stołeczne studio I kanału niemieckiej TV ARD (ARD-Hauptstadtstudio) (67a).

Nazwa ulicy była często stosowana jako metonim niemieckiej administracji rządowej, niejednokrotnie też używana przy określeniu niemieckiego Ministerstwa Spraw Zagranicznych.